# Blaesoxipha rasoherina
Blaesoxipha rasoherina är en tvåvingeart som beskrevs av Andy Z. Lehrer 2005. Blaesoxipha rasoherina ingår i släktet Blaesoxipha och familjen köttflugor.
Artens utbredningsområde är Madagaskar. Inga underarter finns listade i Catalogue of Life.